# Mémoires de Sanson

Les Mémoires de Sanson, sous-titrés Mémoires pour servir à l'histoire de la Révolution française, sont les mémoires apocryphes attribués au bourreau Charles-Henri Sanson qui participa à l’exécution de Louis XVI. Publiés en 1830, ils furent rédigées partiellement par Honoré de Balzac et Louis-François L'Héritier de l'Ain. Évoquant les exécutions célèbres auxquelles il prit part, ce sont des mémoires romancés et anecdotiques. 

« L’ouvrage s’apparente à une chronique populaire, mettant en lumière certaines des affaires les plus marquantes de l’époque. Un long chapitre est dédié à Robert-François Damiens, coupable d’un acte de lèse-majesté contre Louis XV, avec des détails sur son crime et son supplice. On y trouve également des récits en style direct du parricide Louschart, dont la peine fut annulée grâce à une révolte populaire, ainsi que des témoignages de Charlotte Corday et les interrogatoires menés par Fouquier-Tinville. »

## Histoire
Dans les derniers mois de 1829 ou les premiers mois de 1830, L’Héritier de l’Ain venait de remporter un grand succès financier avec la publication des Mémoires de Vidocq. Il avait aussi participé à la rédaction des Mémoires de Constant, premier valet de chambre de l'empereur: sur la vie privée de Napoléon, sa famille et sa cour[réf. nécessaire]. L’Héritier proposa au libraire Mame de publier les mémoires de Sanson. L’accord fut conclu, et Henry Sanson signa un contrat dans lequel il s’engageait à autoriser l’utilisation de son nom sur les volumes et à fournir des documents et matériaux aux « teinturiers » qu’il approuverait.
En 1829-1830, l’imprimeur-libraire Hippolyte Tilliard entreprit la publication des Mémoires pour servir à l'histoire de la révolution française avec l'aide d'Honoré de Balzac, et peut-être Émile Marco de Saint-Hilaire? Toutefois, cette œuvre ne fut jamais achevée. (Paul Lacroix refusa d’y collaborer.) La première critique de ces mémoires parut en février 1830. Pendant la révolution de juillet 1830, cette entreprise fut interrompue et dénoncée par Henri et son fils Henri-Clément comme étant romancée et apocryphe. Henri autorisa alors Henri-Clément à revoir et corriger le texte.
Selon le journal de la famille Sanson, 2 548 personnes furent exécutées entre le 14 juillet 1789 et le 1er octobre 1796. Parmi elles, 370 étaient des femmes, 22 avaient moins de 18 ans et neuf avaient plus de 80 ans. Monique Lebailly estime pour sa part à 2 918 exécutions durant la même période. Émile Campardon a dénombré 2791 peines capitales prononcées par le Tribunal révolutionnaire entre le 10 mars 1793 et le 31 mai 1795. Ainsi, durant son existence, cette juridiction jugea 5215 personnes : 2791 condamnations à mort furent prononcées, dont 94 % avant la chute de Robespierre, frappant 53,5 % des prévenus.
En 1852, ces mémoires étaient recensés par Joseph-Marie Quérard parmi les supercheries littéraires ; en 1847, le dernier représentant de la famille, Henri-Clément Sanson (en), décide, à la suite de ses problèmes d'argent dus au jeu, de reprendre le texte et de le compléter sous le titre de Sept générations d'exécuteurs, Mémoires des bourreaux Sanson.
Henri-Clément a écrit une histoire des bourreaux de la famille Sanson, censée s'appuyer largement sur les journaux que Charles-Henri aurait tenus pendant la Révolution. Aucun de ces journaux n’a survécu, ce qui rend impossible de vérifier la véracité de cette affirmation. Il est également fort pratique que les extraits cités correspondent à l’idée avancée par Henri-Clément selon laquelle, tout comme lui, son célèbre grand-père aurait éprouvé des difficultés à assumer ses fonctions.